# Saurauia tayabensis
Saurauia tayabensis är en tvåhjärtbladig växtart som beskrevs av Eduardo Quisumbing y Argüelles. Saurauia tayabensis ingår i släktet Saurauia och familjen Actinidiaceae. Inga underarter finns listade i Catalogue of Life.